# Geregistreerde boeren
Geregistreerde boeren (Russisch: крестьяне приписные; krestjane pripisnye) waren in het Russische Rijk een categorie van staatslijfeigenen, die waren gebonden aan staats- en private industriële bedrijven voor het uitvoeren van ondersteunende werkzaamheden zoals het hakken van hout, vervoeren van kolen, hakken van erts of het vervoeren van vrachten. In ruil hiervoor hoefden ze geen lijfeigenenschatting of podoesjnaja podat ("hoofdelijke belasting") te betalen. Later werden geregistreerde boeren ook ingezet om ijzer en geld te vervoeren voor betalingen aan de Russische schatkist.
Fabriekseigenaren waren gerechtigd om geregistreerde boeren zelf te bestraffen wanneer zij dit nodig achtten. Hoewel de geregistreerde boeren in theorie eigendom bleven van de staat, vormden het daarmee in de praktijk de facto de eigen lijfeigenen van de industriëlen. Ze werden toegewezen aan een bepaalde fabriek, waar ze vaak de rest van hun leven moesten werken.

## Opkomst
De benaming ontstond in het begin van de 18e eeuw toen ook de eerste fabrieken ontstonden in Rusland. De Russische staatslieden besloten hun lijfeigenen in te zetten om de ontwikkeling van de industrie op een grootschalige manier eenvoudiger te kunnen doen verlopen met behulp van deze goedkope en constante vorm van arbeid. Vooral in het Oeralgebied, het gouvernement Olonets en in Siberië werden veel geregistreerde boeren ingezet en dan met name in de maakindustrie, zoals de metallurgie en de textielindustrie. Waren er bijvoorbeeld in 1727 25.000 van hen in de Oeral; in de jaren 60 van de 18e eeuw was hun aantal reeds gestegen tot 58.000 in staatsbedrijven en 63.000 in private bedrijven. In het gouvernement Perm bestond in 1781 70% van de staatslijfeigenen uit geregistreerde boeren. Bij de aanvang van de 19e eeuw was hun aantal mede door natuurlijke groei gestegen tot 252.000 man.

## Problemen en verdwijning
In de tweede helft van de 18e eeuw kwam het systeem van de geregistreerde boeren echter steeds meer onder druk te staan, mede door hun deelname aan boerenopstanden in de jaren 60 van de 18e eeuw en de Poegatsjovopstand van 1773 tot 1774. De geregistreerde boeren werden steeds ontevredener over hun positie en staakten regelmatig tegen het einde van de 18e eeuw, waardoor hun bazen waren gedwongen om betaalde arbeiders aan te trekken om de productie op gang te houden. In die tijd stopte de Russische staat met de toewijzing van geregistreerde boeren aan fabrieken. Vanuit de industrie kwam ook steeds meer de roep om andere vormen van arbeid, die betrouwbaarder waren en zo minder kostten. Op 15 maart 1807 werden de geregistreerde boeren uiteindelijk ontheven van hun plicht tot het vervullen van industriebanen en werden ze in de klasse van de possessieve boeren (posessionnye krestjane) ingedeeld. Bij de hervormingen van 1861 kregen de lijfeigenen ook volledige vrijheid.